# Chrysler Airflow (2022)
Chrysler Airflow — це концепт кросовера середнього розміру, розробленого компанією Chrysler. 

## Запуск і розвиток

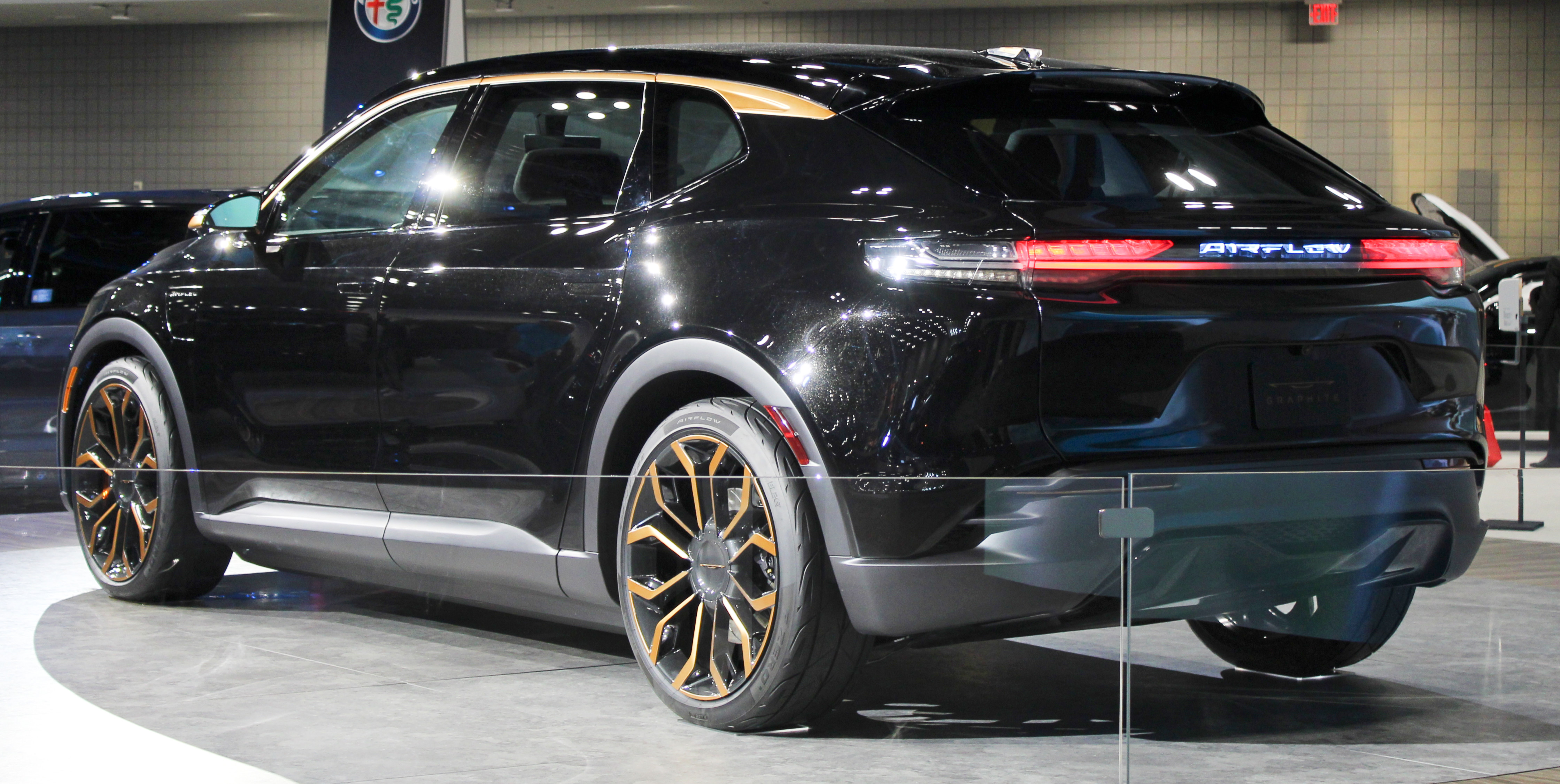

Концепт Chrysler Airflow Vision був анонсований FCA на CES 2020 перед її офіційною презентацією через два роки на CES 2022.  Концепт, готовий до виробництва, дебютував на Нью-Йоркському міжнародному автосалоні 2022 року.
 

Airflow названо на честь оригінального Chrysler Airflow, першого автомобіля, у конструкції якого враховувалась важливість аеродинаміки. Мета — показати еволюцію автомобіля, як і його предок.

## Технічні характеристики
Airflow оснащений електродвигуном і футуристичним дизайном. Маючи форму компактного позашляховика, лінії плавні, але м’язисті. Колеса загорнуті в арки, а решітка радіатора має підсвічений крилатий логотип Chrysler. Всередині все обладнання цифрове, за винятком кнопки запуску та навігаційних клавіш на кермі.  Екранний інтерфейс можна налаштувати, кожен пасажир має доступ до інформації про транспортний засіб у режимі реального часу. Система керування транспортним засобом стане однією з перших, у якій використовуватиметься архітектура програмного забезпечення STLA Brain, екосистема допомоги водієві та екосистема досвіду, керована штучним інтелектом, для автомобілів Stellantis. 

## Виробництво
У той час як Airflow йшов до графіка виробництва, у середині 2023 року керівник відділу дизайну зазначив, що альтернативний дизайн, який уже реалізується, замінить дизайн, який публіка бачила протягом попередніх двох років. Орієнтовний автомобіль 2025 модельного року все ще планується, оскільки редизайн уже тривав, коли було поширено оголошення. 
У січні 2025 року з електронного листа до постачальників, що просочився, випливло, що розробка серійної версії Airflow, відомої всередині компанії як "C6X (CA)", була відкладена для переоцінки стратегій силових агрегатів, але очікується, що розробка відновиться влітку 2025 року, а передсерійна прем'єра відбудеться наприкінці 2025 або на початку 2026 року. Фактична серійна модель дебютує у 2026 році як модель 2027 модельного року  Найімовірніше, вона перейде від повністю електричного автомобіля до гібрида разом із моделями з бензиновим двигуном/двигуном внутрішнього згоряння (ДВЗ). Силовим агрегатом на момент запуску буде майбутній 1,6-літровий гібридний двигун Stellantis Prince з турбонаддувом I-4, який дебютує пізніше наприкінці 2025 року в майбутньому Jeep Cherokee (KM) 2026 року. Інші силові агрегати для бензинових версій/версій з двигуном внутрішнього згоряння можуть включати 2,0-літровий Hurricane 4 EVO Turbo I-4. 